# カンロン県

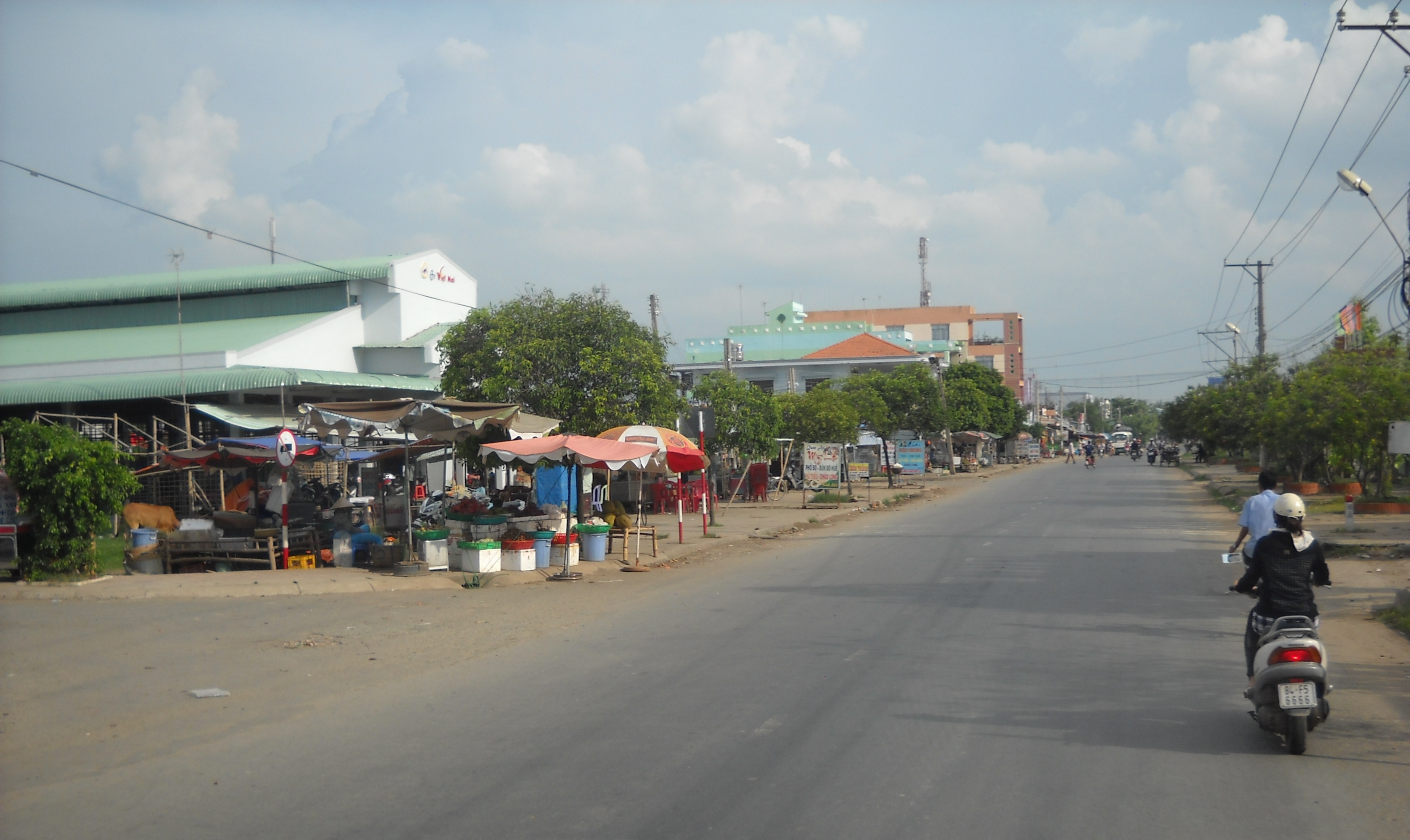
町の道路

カンロン県（カンロンけん、ベトナム語：Huyện Càng Long / 縣乾隆?）は、ベトナム社会主義共和国チャーヴィン省の県。面積は300.09km²、人口は287,955人（2019年）である。

## 行政区画
1市鎮13社から構成される。